# Leon Guwara
Leon Guwara, né le 28 juin 1996  à Cologne en Allemagne, est un footballeur international gambien. Il joue au poste d'arrière gauche pour le FC Ingolstadt 04.

## Biographie

### Origines et Formation
Leon Guwara naît le 28 juin 1996 en Allemagne d'un père gambien et d'une mère allemande.

### Carrière sportive

#### En club
Guwara rejoint le FC Cologne lorsqu'il est enfant en provenance du Schwarz-Weiß Köln en 2003. Il joue 19 rencontres lors de la saison 2013-2014 en Bundesliga des moins de 19 ans.
En avril 2014, il rejoint le Werder Brême pour la saison 2014-2015. Il fait ses débuts en Bundesliga à Werder Brême le 5 février 2016 contre le Borussia Mönchengladbach. Le 31 août 2016, Guwara rejoint Darmstadt 98 grâce à un prêt d'une saison.
En juin 2017, il porte le maillot de 1. FC Kaiserslautern pour un prêt couvrant la saison 2017-2018.
En mai 2018, le FC Utrecht, club l'Eredivisie, annonce sa signature pour la saison 2018-2019. Guwara signe un contrat de trois ans avec le club avec l'option d'un quatrième. Pendant les vacances d'hiver de la saison 2020-2021, il est prêté aux rivaux de la ligue VVV-Venlo pour le reste de la saison.
En juin 2021, l'équipe de 2. Bundesliga, Jahn Regensburg le signe gratuitement pour la saison 2021-2022. Il y signe un contrat de deux ans avant de s'engager, en juillet 2023, avec le FC Ingolstadt 04 pour trois saisons,.

#### En sélection
Il fait ses débuts pour la Gambie lors d'une victoire amicale 2-0 contre le Niger le 5 juin 2021.